# Wereldkampioenschap superbike van Hockenheim 1992
Het wereldkampioenschap superbike van Hockenheim 1992 was de derde ronde van het wereldkampioenschap superbike 1992. De races werden verreden op 10 mei 1992 op de Hockenheimring Baden-Württemberg nabij Hockenheim, Duitsland.

## Race 1
| Pos | Nr  | Rijder               | Constructeur | Rondes | Tijd                | Grid | Punten |
| --- | --- | -------------------- | ------------ | ------ | ------------------- | ---- | ------ |
| 1   | 1   | Doug Polen           | Ducati       | 14     | 29:52.330           | 1    | 20     |
| 2   | 3   | Rob Phillis          | Kawasaki     | 14     | +5.090              | 7    | 17     |
| 3   | 13  | Aaron Slight         | Kawasaki     | 14     | +6.730              | 8    | 15     |
| 4   | 17  | Scott Russell        | Kawasaki     | 14     | +22.550             | 2    | 13     |
| 5   | 2   | Raymond Roche        | Ducati       | 14     | +23.250             | 3    | 11     |
| 6   | 4   | Stéphane Mertens     | Ducati       | 14     | +32.020             | 11   | 10     |
| 7   | 91  | Hervé Moineau        | Suzuki       | 14     | +34.550             | 9    | 9      |
| 8   | 63  | Andreas Hofmann      | Kawasaki     | 14     | +35.150             | 12   | 8      |
| 9   | 48  | Daniel Amatriaín     | Ducati       | 14     | +39.340             | 16   | 7      |
| 10  | 100 | Piergiorgio Bontempi | Kawasaki     | 14     | +39.820             | 18   | 6      |
| 11  | 60  | Virginio Ferrari     | Ducati       | 14     | +45.430             | 25   | 5      |
| 12  | 102 | Klaus Liegibel       | Yamaha       | 14     | +45.750             | 28   | 4      |
| 13  | 43  | Andreas Meklau       | Ducati       | 14     | +54.790             | 22   | 3      |
| 14  | 20  | Jean-Yves Mounier    | Yamaha       | 14     | +56.000             | 29   | 2      |
| 15  | 53  | Sven Seidel          | Suzuki       | 14     | +56.890             | 19   | 1      |
| 16  | 34  | Christer Lindholm    | Yamaha       | 14     | +1:02.490           | 31   |        |
| 17  | 46  | Ian Simpson          | Kawasaki     | 14     | +1:03.750           | 26   |        |
| 18  | 10  | Davide Tardozzi      | Ducati       | 14     | +1:25.350           | 20   |        |
| 19  | 9   | Giancarlo Falappa    | Ducati       | 14     | +1:27.660           | 4    |        |
| 20  | 7   | Carl Fogarty         | Ducati       | 14     | +1:38.740           | 13   |        |
| 21  | 22  | Brian Morrison       | Kawasaki     | 14     | +1:39.590           | 17   |        |
| 22  | 50  | René Rasmussen       | Yamaha       | 14     | +1:55.100           | 35   |        |
| 23  | 65  | Wolfgang Hambach     | Kawasaki     | 14     | +2:01.380           | 33   |        |
| 24  | 54  | Massimo Broccoli     | Kawasaki     | 14     | +2:03.110           | 23   |        |
| NC  | 8   | Baldassarre Monti    | Honda        | 5      | +9 ronden           | 27   |        |
| DNF | 5   | Fabrizio Pirovano    | Yamaha       | 13     | Uitgevallen         | 6    |        |
| DNF | 98  | Bernhard Schick      | Ducati       | 13     | Uitgevallen         | 24   |        |
| DNF | 12  | Jeffry de Vries      | Yamaha       | 10     | Uitgevallen         | 34   |        |
| DNF | 49  | Takahiro Sohwa       | Kawasaki     | 9      | Uitgevallen         | 5    |        |
| DNF | 56  | Ernst Gschwender     | Kawasaki     | 8      | Uitgevallen         | 14   |        |
| DNF | 89  | Peter Rubatto        | Yamaha       | 7      | Uitgevallen         | 30   |        |
| DNF | 88  | John Reynolds        | Kawasaki     | 5      | Uitgevallen         | 10   |        |
| DNF | 29  | Massimo Meregalli    | Yamaha       | 4      | Uitgevallen         | 36   |        |
| DNF | 11  | Udo Mark             | Yamaha       | 0      | Uitgevallen         | 21   |        |
| DNF | 71  | Kai Uwe Schmid       | Kawasaki     | 0      | Uitgevallen         | 32   |        |
| DNF | 19  | Edwin Weibel         | Ducati       | 0      | Uitgevallen         | 15   |        |
| DNQ | 97  | James Whitham        | Suzuki       | 0      | Niet gekwalificeerd |      |        |
| DNQ | 30  | Karl Truchsess       | Kawasaki     | 0      | Niet gekwalificeerd |      |        |
| DNQ | 42  | Thomas Franz         | Honda        | 0      | Niet gekwalificeerd |      |        |
| DNQ | 68  | Florian Ferracci     | Ducati       | 0      | Niet gekwalificeerd |      |        |
| DNQ | 15  | Jari Suhonen         | Yamaha       | 0      | Niet gekwalificeerd |      |        |
| DNQ | 86  | Urs Zwicker          | Yamaha       | 0      | Niet gekwalificeerd |      |        |
| DNQ | 92  | Árpád Harmati        | Yamaha       | 0      | Niet gekwalificeerd |      |        |
| DNQ | 106 | C. Owen              | Ducati       | 0      | Niet gekwalificeerd |      |        |
| DNQ | 105 | A. Moeller           | Yamaha       | 0      | Niet gekwalificeerd |      |        |
| DNQ | 61  | Mark Linscott        | Kawasaki     | 0      | Niet gekwalificeerd |      |        |
| DNQ | 104 | Jürgen Foss          | Kawasaki     | 0      | Niet gekwalificeerd |      |        |
| DNQ | 70  | Anton Gruschka       | Honda        | 0      | Niet gekwalificeerd |      |        |
| DNQ | 28  | Anton Heiler         | Yamaha       | 0      | Niet gekwalificeerd |      |        |
| DNQ | 66  | Hans Peter Klampfer  | Yamaha       | 0      | Niet gekwalificeerd |      |        |
| DNQ | 69  | Michael Galinski     | Honda        | 0      | Niet gekwalificeerd |      |        |
| DNQ | 62  | Mauro Lucchiari      | Ducati       | 0      | Niet gekwalificeerd |      |        |
| DNQ | 73  | Gerhard Häberle      | Kawasaki     | 0      | Niet gekwalificeerd |      |        |
| DNQ | 96  | Bernd Caspers        | Ducati       | 0      | Niet gekwalificeerd |      |        |
| DNQ | 33  | Walter Ammann        | Yamaha       | 0      | Niet gekwalificeerd |      |        |
| DNQ | 38  | Attila Szabo         | Yamaha       | 0      | Niet gekwalificeerd |      |        |
| DNQ | 81  | Adriano Narducci     | Ducati       | 0      | Niet gekwalificeerd |      |        |
| DNQ | 57  | Robert Mitter        | Ducati       | 0      | Niet gekwalificeerd |      |        |
| DNQ | 101 | John Barton          | Honda        | 0      | Niet gekwalificeerd |      |        |
| DNQ | 85  | Frederik Jonsson     | Ducati       | 0      | Niet gekwalificeerd |      |        |
| DNQ | 55  | Peter Krummenacher   | Honda        | 0      | Niet gekwalificeerd |      |        |
| DNQ | 87  | Anton Berghammer     | Yamaha       | 0      | Niet gekwalificeerd |      |        |
| DNQ | 99  | Martin Wimmer        | Kawasaki     | 0      | Niet gekwalificeerd |      |        |
| DNQ | 6   | Terry Rymer          | Kawasaki     | 0      | Niet gekwalificeerd |      |        |
| DNQ | 41  | Erkka Siukola        | Yamaha       | 0      | Niet gekwalificeerd |      |        |
| DNQ | 35  | Harry Heutmekers     | Suzuki       | 0      | Niet gekwalificeerd |      |        |

## Race 2
| Pos | Nr  | Rijder               | Constructeur | Rondes | Tijd                | Grid | Punten |
| --- | --- | -------------------- | ------------ | ------ | ------------------- | ---- | ------ |
| 1   | 1   | Doug Polen           | Ducati       | 14     | 29:51.830           | 1    | 20     |
| 2   | 3   | Rob Phillis          | Kawasaki     | 14     | +2.990              | 7    | 17     |
| 3   | 9   | Giancarlo Falappa    | Ducati       | 14     | +3.380              | 4    | 15     |
| 4   | 2   | Raymond Roche        | Ducati       | 14     | +3.580              | 3    | 13     |
| 5   | 13  | Aaron Slight         | Kawasaki     | 14     | +4.100              | 8    | 11     |
| 6   | 5   | Fabrizio Pirovano    | Yamaha       | 14     | +10.080             | 6    | 10     |
| 7   | 17  | Scott Russell        | Kawasaki     | 14     | +10.390             | 2    | 9      |
| 8   | 88  | John Reynolds        | Kawasaki     | 14     | +30.520             | 10   | 8      |
| 9   | 63  | Andreas Hofmann      | Kawasaki     | 14     | +30.900             | 12   | 7      |
| 10  | 91  | Hervé Moineau        | Suzuki       | 14     | +31.160             | 9    | 6      |
| 11  | 7   | Carl Fogarty         | Ducati       | 14     | +31.370             | 13   | 5      |
| 12  | 19  | Edwin Weibel         | Ducati       | 14     | +31.870             | 15   | 4      |
| 13  | 4   | Stéphane Mertens     | Ducati       | 14     | +35.570             | 11   | 3      |
| 14  | 54  | Massimo Broccoli     | Kawasaki     | 14     | +38.430             | 23   | 2      |
| 15  | 60  | Virginio Ferrari     | Ducati       | 14     | +42.680             | 25   | 1      |
| 16  | 102 | Klaus Liegibel       | Yamaha       | 14     | +44.390             | 28   |        |
| 17  | 22  | Brian Morrison       | Kawasaki     | 14     | +53.580             | 17   |        |
| 18  | 34  | Christer Lindholm    | Yamaha       | 14     | +57.640             | 31   |        |
| 19  | 12  | Jeffry de Vries      | Yamaha       | 14     | +57.910             | 34   |        |
| 20  | 46  | Ian Simpson          | Kawasaki     | 14     | +58.530             | 26   |        |
| 21  | 100 | Piergiorgio Bontempi | Kawasaki     | 14     | +1:08.650           | 18   |        |
| 22  | 20  | Jean-Yves Mounier    | Yamaha       | 14     | +1:16.850           | 29   |        |
| 23  | 50  | René Rasmussen       | Yamaha       | 14     | +1:20.100           | 35   |        |
| 24  | 29  | Massimo Meregalli    | Yamaha       | 14     | +1:29.400           | 36   |        |
| DNF | 53  | Sven Seidel          | Suzuki       | 13     | Uitgevallen         | 19   |        |
| DNF | 8   | Baldassarre Monti    | Honda        | 13     | Uitgevallen         | 27   |        |
| DNF | 65  | Wolfgang Hambach     | Kawasaki     | 10     | Uitgevallen         | 33   |        |
| DNF | 56  | Ernst Gschwender     | Kawasaki     | 7      | Uitgevallen         | 14   |        |
| DNF | 48  | Daniel Amatriaín     | Ducati       | 2      | Uitgevallen         | 16   |        |
| DNF | 43  | Andreas Meklau       | Ducati       | 2      | Uitgevallen         | 22   |        |
| DNF | 10  | Davide Tardozzi      | Ducati       | 2      | Uitgevallen         | 20   |        |
| DNF | 89  | Peter Rubatto        | Yamaha       | 2      | Uitgevallen         | 30   |        |
| DNS | 49  | Takahiro Sohwa       | Kawasaki     | 0      | Niet gestart        | 5    |        |
| DNS | 11  | Udo Mark             | Yamaha       | 0      | Niet gestart        | 21   |        |
| DNS | 98  | Bernhard Schick      | Ducati       | 0      | Niet gestart        | 24   |        |
| DNS | 71  | Kai Uwe Schmid       | Kawasaki     | 0      | Niet gestart        | 32   |        |
| DNQ | 97  | James Whitham        | Suzuki       | 0      | Niet gekwalificeerd |      |        |
| DNQ | 30  | Karl Truchsess       | Kawasaki     | 0      | Niet gekwalificeerd |      |        |
| DNQ | 42  | Thomas Franz         | Honda        | 0      | Niet gekwalificeerd |      |        |
| DNQ | 68  | Florian Ferracci     | Ducati       | 0      | Niet gekwalificeerd |      |        |
| DNQ | 15  | Jari Suhonen         | Yamaha       | 0      | Niet gekwalificeerd |      |        |
| DNQ | 86  | Urs Zwicker          | Yamaha       | 0      | Niet gekwalificeerd |      |        |
| DNQ | 92  | Árpád Harmati        | Yamaha       | 0      | Niet gekwalificeerd |      |        |
| DNQ | 106 | C. Owen              | Ducati       | 0      | Niet gekwalificeerd |      |        |
| DNQ | 105 | A. Moeller           | Yamaha       | 0      | Niet gekwalificeerd |      |        |
| DNQ | 61  | Mark Linscott        | Kawasaki     | 0      | Niet gekwalificeerd |      |        |
| DNQ | 104 | Jürgen Foss          | Kawasaki     | 0      | Niet gekwalificeerd |      |        |
| DNQ | 70  | Anton Gruschka       | Honda        | 0      | Niet gekwalificeerd |      |        |
| DNQ | 28  | Anton Heiler         | Yamaha       | 0      | Niet gekwalificeerd |      |        |
| DNQ | 66  | Hans Peter Klampfer  | Yamaha       | 0      | Niet gekwalificeerd |      |        |
| DNQ | 69  | Michael Galinski     | Honda        | 0      | Niet gekwalificeerd |      |        |
| DNQ | 62  | Mauro Lucchiari      | Ducati       | 0      | Niet gekwalificeerd |      |        |
| DNQ | 73  | Gerhard Häberle      | Kawasaki     | 0      | Niet gekwalificeerd |      |        |
| DNQ | 96  | Bernd Caspers        | Ducati       | 0      | Niet gekwalificeerd |      |        |
| DNQ | 33  | Walter Ammann        | Yamaha       | 0      | Niet gekwalificeerd |      |        |
| DNQ | 38  | Attila Szabo         | Yamaha       | 0      | Niet gekwalificeerd |      |        |
| DNQ | 81  | Adriano Narducci     | Ducati       | 0      | Niet gekwalificeerd |      |        |
| DNQ | 57  | Robert Mitter        | Ducati       | 0      | Niet gekwalificeerd |      |        |
| DNQ | 101 | John Barton          | Honda        | 0      | Niet gekwalificeerd |      |        |
| DNQ | 85  | Frederik Jonsson     | Ducati       | 0      | Niet gekwalificeerd |      |        |
| DNQ | 55  | Peter Krummenacher   | Honda        | 0      | Niet gekwalificeerd |      |        |
| DNQ | 87  | Anton Berghammer     | Yamaha       | 0      | Niet gekwalificeerd |      |        |
| DNQ | 99  | Martin Wimmer        | Kawasaki     | 0      | Niet gekwalificeerd |      |        |
| DNQ | 6   | Terry Rymer          | Kawasaki     | 0      | Niet gekwalificeerd |      |        |
| DNQ | 41  | Erkka Siukola        | Yamaha       | 0      | Niet gekwalificeerd |      |        |
| DNQ | 35  | Harry Heutmekers     | Suzuki       | 0      | Niet gekwalificeerd |      |        |

## Tussenstanden na wedstrijd
| Pos | Nr | Rijder            | Team     | Punten |
| --- | -- | ----------------- | -------- | ------ |
| 1   | 2  | Raymond Roche     | Ducati   | 90     |
| 2   | 1  | Doug Polen        | Ducati   | 90     |
| 3   | 3  | Rob Phillis       | Kawasaki | 80     |
| 4   | 13 | Aaron Slight      | Kawasaki | 67     |
| 5   | 5  | Fabrizio Pirovano | Yamaha   | 66     |

1988 · 1989 · 1990 · 1991 · 1992 · 1993 · 1994 · 1995 · 1996 · 1997 · 1999 · 2000